# Чакрасамвара тантра
Чакрасамвара тантра, (кит.: 胜乐金刚) Кхорло Демчог Гюд (тибетски: འཁོར་ལོ་སྡོམ་པ / བདེ་མཆོག, български: Колелото на блаженството) е учение от класа на майчините тантри на Маха Анутара Йога Тантра в будистката традиция на индо-тибетската Ваджраяна.
Централнен аспект на мандалата е херука, известен още като Самвара (варианти: Самвара& Самбара) или просто като Шри Херука  е един от основните Идами (ишта-девата или медитативни аспекти) в Сарма школите на тибетския будизъм.
Самвара обикновено е изобразяван със син цвят на тялото, четири лица и дванадесет ръце като е прегърнал своята съпруга Ваджраварахи в яб-юм позиция. Известни са и други форми на идама с различнен брой на крайници на тялото. Самвара и съпругата му не са две различни същества като обикновени съпруг и съпруга. В действителност прегръдката на Чакрасамвара е метафора за съюза на великото блаженство и пустота, които са неотделими качества на просветлението.
Самвара се проявява в различни форми, включително двуръка форма. Като един от основните идами на приемствеността Кагюпа на тибетския тантрически будизъм, той най-често се изобразява в тази форма и в съюз червената Дакини на Дордже Пхагмо. В западните текстове по медитация името Чакрасамвара или Корло Демчог често се превежда като Най-висше Блаженство. Медитацията върху Корло Демчог е практика за напреднали практикуващи, предавана в непрекъсната приемственост от учител на ученик и свързва ума на медитиращия със самото просветление.